# Baba Is You
Baba Is You é um jogo eletrônico de puzzle criado pelo desenvolvedor indie finlandês Arvi Teikari (conhecido profissionalmente como Hempuli). Foi lançado em 13 de março de 2019 para Microsoft Windows, macOS, Linux e Nintendo Switch.
O jogo gira em torno da manipulação de "regras" — representadas por peças com palavras escritas nelas — para permitir que o personagem principal Baba (ou algum outro objeto) atinja um objetivo específico.

## Desenvolvimento e lançamento
O tema da Nordic Game Jam de 2017 foi "Not There", que levou Teikari (um estudante da Universidade de Helsinque que havia desenvolvido anteriormente um jogo-Metroidvania chamado Environmental Station Alpha) a vislumbrar um conceito de jogo baseado na manipulação de operações lógicas. Ele explicou que os níveis eram frequentemente criados por um brainstorming de uma solução "legal" ou "divertida" e, em seguida, com a forma como o jogador iria realizá-lo. Teikari observou que "os momentos mais satisfatórios nos jogos de quebra-cabeça são aqueles que apresentam ao jogador situações simples, mas difíceis de envolver sua cabeça, de modo que resolver o quebra-cabeça é descobrir um truque/reviravolta". Assim como em seus projetos anteriores, o jogo foi desenvolvido usando a Multimedia Fusion 2 e um plugin de script Lua; Teikari creditou seu amigo Lukas Meller por ajuda com as implementações de Lua.
Teikari afirmou em 2017 que planejava lançar o jogo completo em 2018 e colocou uma versão em desenvolvimento do título para download no itch.io. Depois que Baba Is You ganhou no Independent Games Festival em março de 2018, um clone do jogo foi lançado por um editor francês na App Store, usando quase os mesmos gráficos e chamando-se o mesmo nome. Teikari trabalhou com a divisão francesa da Apple para remover o aplicativo plagiador.
O jogo, e um lançamento do Nintendo Switch, foram destaques em uma apresentação de vitrine de jogos independentes da Nintendo em 31 de agosto de 2018. Baba is You foi lançado em 13 de março de 2019, via Steam para Windows, Linux, macOS e no Switch.